# Universitätsbibliothek Dortmund
Die Universitätsbibliothek der Technischen Universität Dortmund bietet allen Interessierten über eine Million gedruckte Bücher, Zeitschriften und andere Medien sowie 92.665 E-Journals und 625.003 E-Books (Stand: 2024). Sie besteht seit August 2023 während der Neubauzeit aus der Emil-Figge-Bibliothek als zentralem Servicepunkt auf dem Campus, einem Übergangsstandort am Sebrathweg sowie einer angegliederten Bereichsbibliothek mit Literatur zu Architektur, Bauingenieurswesen und Raumplanung. Circa 800 Lernplätze sind auf die einzelnen Standorte inklusive Co-Learning-Space verteilt.
Die Bibliothek bietet Grundlagenliteratur zu fast allen Fachgebieten; entsprechend dem Lehr- und Forschungsauftrag der Technischen Universität Dortmund gibt es zusätzlich Schwerpunkte in den Fachgebieten Technik, Naturwissenschaften, Erziehungswissenschaft, Wirtschafts- und Sozialwissenschaften. Über Fernleihe und Dokumentenlieferdienste werden die Bücher oder Zeitschriftenaufsätze, die vor Ort nicht vorhanden sind, beschafft.

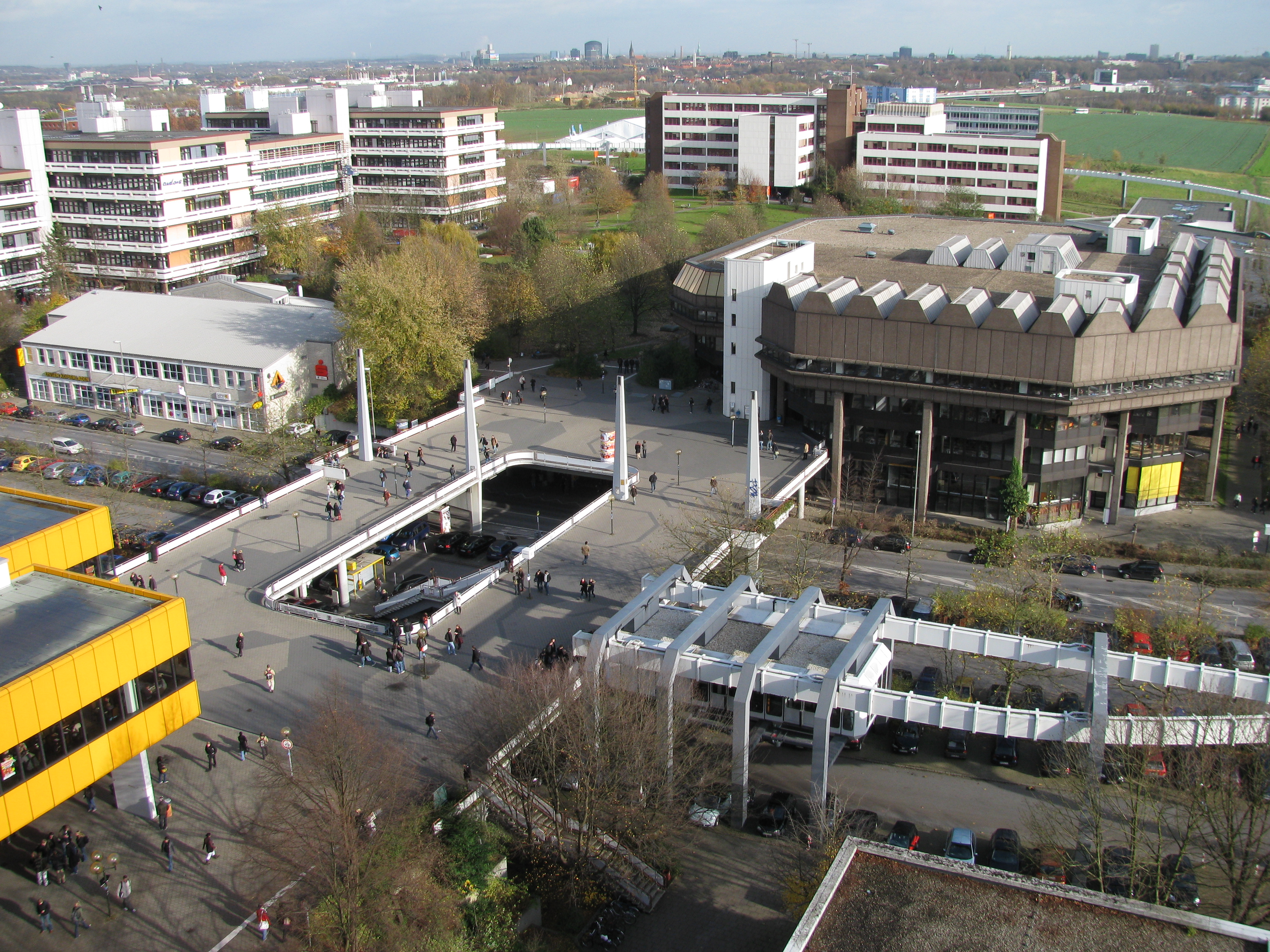
Ehemalige Zentralbibliothek rechts an der Mensabrücke

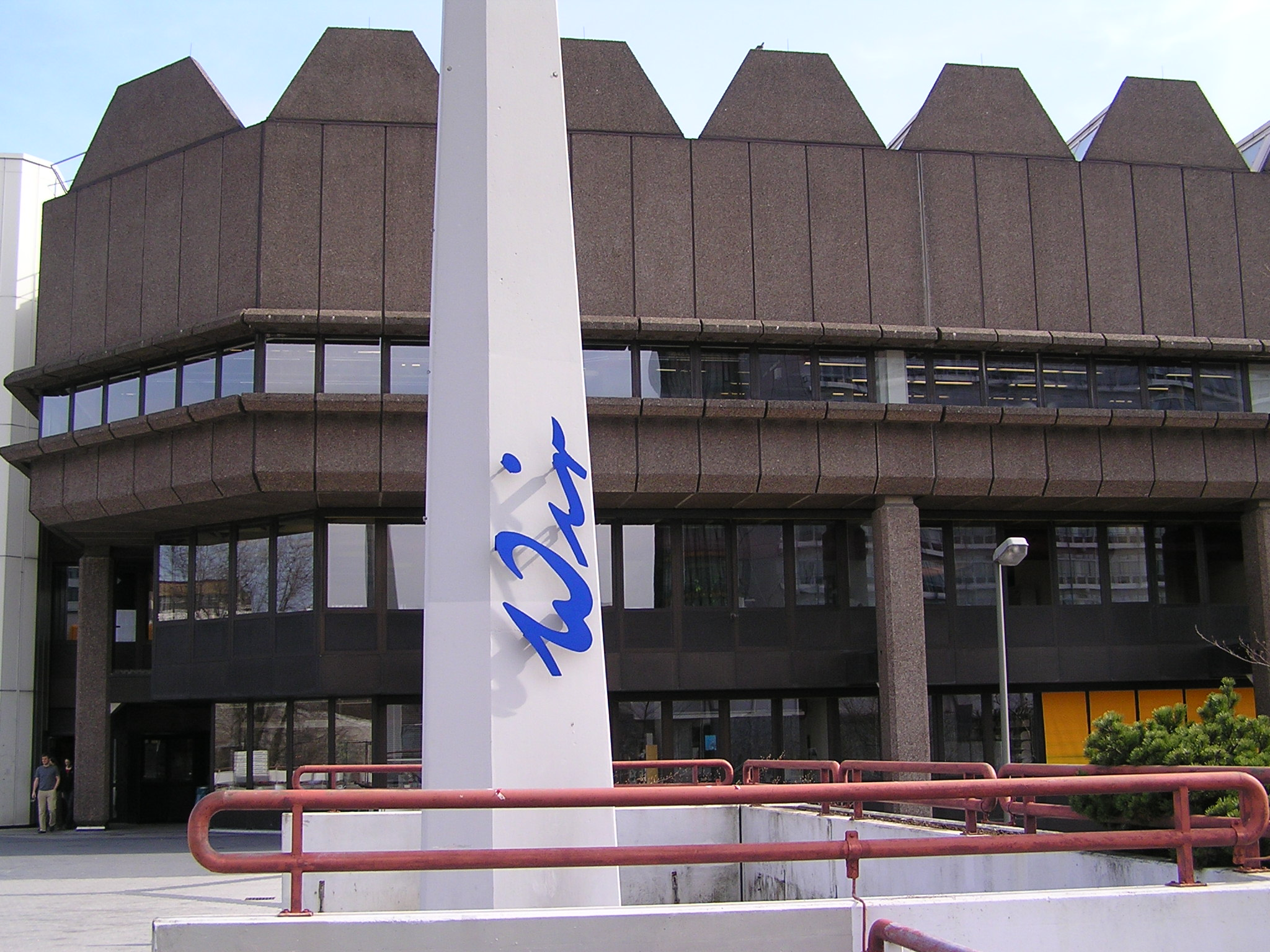
Ehemaliges Hauptgebäude der UB Dortmund

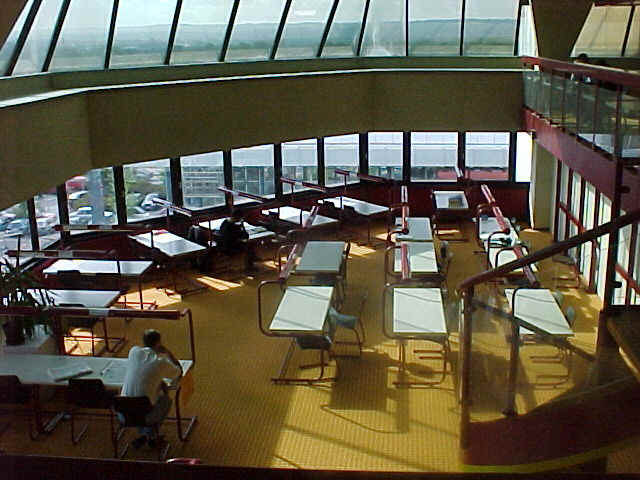
UB Dortmund, ehemalige Zentralbibliothek innen

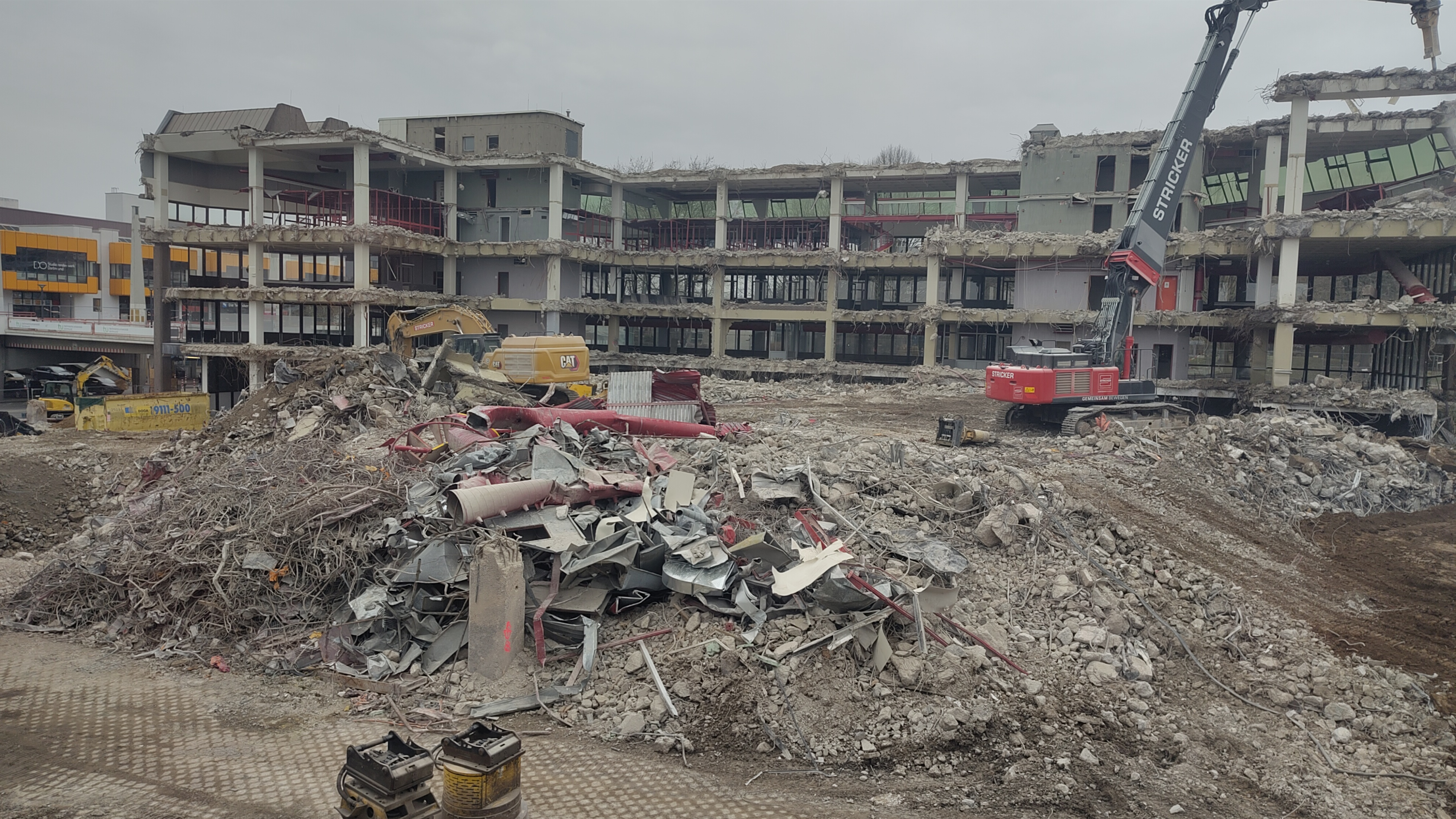
Abriss der Zentralbibliothek Dortmund, Februar 2025

## Angebote
Die zielgruppenorientierten Kurse der Universitätsbibliothek umfassen Themen wie das wissenschaftliche Recherchieren und Arbeiten und Literaturverwaltungsprogrammem, aber auch Spezialgebiete wie Forschungsdatenmanagement oder Patent- und Markenrecherche. Die Kursangebote sind auf die Bedürfnisse der Bibliotheksnutzenden abgestimmt und geben Orientierung und Hilfestellung für das wissenschaftliche Arbeiten.
Die Angebote der Bibliothek richten sich in erster Linie an die Mitglieder der Technischen Universität Dortmund. Daneben stellt die Bibliothek auch Externen sowie Wirtschaftsunternehmen aus der Region ihre Dienste zur Verfügung. Sie kooperiert mit den Fakultäten und Einrichtungen innerhalb der Universität und mit auswärtigen Bibliotheken und Forschungsinstituten. Eine besonders enge Kooperation besteht seit 2007 mit der Universitätsbibliothek Bochum und der Universitätsbibliothek Duisburg-Essen im Rahmen der Universitätsallianz Ruhr (UA Ruhr).

## Besondere Dienstleistungen
- Der Katalog plus der UB Dortmund bietet Suchfunktionen, die auf Wunsch weit über die Bestände der Bibliothek hinausgehen. Es können auch Zeitschriftenaufsätze, Buchkapitel und vieles mehr gesucht werden. Die Suchergebnisse lassen sich durch intuitiv bedienbare Filter eingrenzen.
- Das Archiv der Technischen Universität Dortmund verwahrt die Unterlagen zur Geschichte der 1968 gegründeten Universität und ihrer Vorgängereinrichtungen. Neben Sachakten gehören dazu auch verschiedene Sammlungsbestände.
- Mit der Bibliothek der Deutschen Gesellschaft für Eisenbahngeschichte e.V. (DGEG) verfügt die UB Dortmund über eisenbahnbezogene Fachliteratur sowie Fahrpläne.
- Eldorado (elektronisches Dokumenten-, Retrieval- und Archivierungssystem der Technischen Universität Dortmund): Das Institutionelle Repositorium der Technischen Universität Dortmund speichert und erschließt Ressourcen aus und für Lehre, Studium und Forschung und macht sie der Öffentlichkeit zugänglich.
- Die von der Bibliothek erstellte Hochschulbibliographie für die Technische Universität Dortmund dokumentiert nach und nach umfassend alle Publikationen der TU Dortmund.
- Das Informationszentrum Technik und Patente (ITP) bietet Dienstleistungen rund um die gewerblichen Schutzrechte Patent und Gebrauchsmuster (Technik), Marken (Produktkennzeichen) und Design / Geschmacksmuster. Es ist offizielle Annahmestelle des Deutschen Patent- und Markenamts für Patent-, Gebrauchsmuster-, Marken- und Geschmacksmusteranmeldungen zur Weiterleitung an das DPMA.
- Service für Blinde und Sehbehinderte: Im über das Internet zugänglichen Sehkon (Sehgeschädigten Katalog Online) verzeichnet die Bibliothek Medien für Sehgeschädigte mit zitierfähig umgesetzter Literatur im deutschsprachigen Raum. Im Repositorium Eldorado werden Volltexte für Blinde und Sehbehinderte zur Verfügung gestellt. Seit dem 1. Januar 2022 ist der Service für Blinde und Sehbehinderte als befugte Stelle beim Deutschen Patent- und Markenamt eingetragen.

## Geschichte
Die Universitätsbibliothek wurde als einschichtig integriertes Bibliothekssystem mit einer Zentralbibliothek als Ausleihbibliothek und angegliederten Bereichsbibliotheken als Präsenzbibliotheken konzipiert. Damit folgte man der Deutschen Forschungsgemeinschaft, die dieses Modell 1970 als Mustersystem empfohlen hatte.
Unter der Leitung des ersten Bibliotheksdirektors Hartwig Lohse sowie vier Mitarbeitern wurde die Universitätsbibliothek Dortmund am 1. Juni 1965 gegründet, drei Jahre vor Aufnahme des offiziellen Lehrbetriebes. Im ersten Aufbaujahr war die Bibliothek in einem provisorischen Pavillon auf dem heutigen Campus Süd untergebracht. Bereits ein Jahr später konnte sie in einen Neubau an der August-Schmidt-Straße in unmittelbarer Nähe beziehen. Die 1970er Jahre der Bibliothek waren geprägt durch die permanente Gründung neuer Bereichsbibliotheken: Raumplanung (1969), Mathematik sowie Physik und Chemietechnik (1970), Informatik, Statistik, Maschinenbau und Umweltschutz (1972), Elektrotechnik (1973), Bauwesen (1974) und Chemie (1976). Im Jahre 1969 wurde zusätzlich die Patentschriftenstelle angegliedert, und 1972 überließ die Deutsche Gesellschaft für Eisenbahngeschichte der Universitätsbibliothek ihren Bestand als Dauerleihgabe.
1976 zog die Zentralbibliothek – nach einer Bauzeit von drei Jahren – in einen Neubau am Vogelpothsweg 76 auf dem heutigen Campus Nord. Konzipiert wurde das neue Gebäude nach den Plänen von Valentin Wehefritz, dem damaligen Bibliotheksdirektor.
Durch die Eingliederung der Pädagogischen Hochschule Ruhr in die Universität am 1. April 1980 wurde auch die Bibliothek der Pädagogischen Hochschule in die Universitätsbibliothek überführt. Die folgenden Jahre waren daher geprägt durch umfangreiche Arbeiten zur Übernahme der Bereichsbibliotheken: Erziehung und Biologie, Sondererziehung und Rehabilitation, Gesellschaftswissenschaften und Theologie, Sprach- und Literaturwissenschaften, Journalistik sowie Musik, Gestaltung, Sport, Geographie. Durch diese Integration erhöhte sich die Zahl der dezentralen Bibliotheken im System der Universitätsbibliothek von 12 auf insgesamt auf 17. Seit 1991 katalogisiert die Universitätsbibliothek ihre Bestände im Bibliotheksverbund des Landes Nordrhein-Westfalen (HBZ, Hochschulbibliothekszentrum NRW). Bereits im Februar 1995 standen in der Zentralbibliothek erste Internet-Arbeitsplätze für Nutzer zur Verfügung.
Im Jahr 2007 wurden die geisteswissenschaftlichen Bereichsbibliotheken in den renovierten Räumen der ersten Etage zusammengelegt. In der Emil-Figge-Bibliothek befindet sich nun die Literatur für die Fächer der Fakultäten Erziehungswissenschaft und Soziologie, Rehabilitationswissenschaften, Humanwissenschaften und Theologie, Kulturwissenschaften und Kunst- und Sportwissenschaften.
Seit 2008 ist die Universitätsbibliothek auch Standort des neu gegründeten Universitätsarchivs, das der Universitätsbibliothek 2012 offiziell als eigene Abteilung zugeordnet wurde. Darüber hinaus verfügt sie über eine Reihe von Sondersammlungen wie das Archiv der Frauenbewegung oder den Bestand der ehemaligen Forschungsstelle Ostmitteleuropa.
Im Jahre 2011 erhöhte sich kurzfristig die Zahl der Bereichsbibliotheken durch die Eingliederung der Bereichsbibliothek Sozialforschungsstelle (BSFS) in das Bibliothekssystem, da die Sozialforschungsstelle Dortmund in Dortmund-Eving seit 2007 zu den zentralen wissenschaftlichen Einrichtungen der Technischen Universität Dortmund gehört. Ebenfalls 2011 wurde die früher auf dem Campus Süd angesiedelte Bereichsbibliothek Informatik in die Räumlichkeiten der Bereichsbibliothek Physik integriert, so dass letzten Endes die Anzahl der Bereichsbibliotheken zunächst gleich blieb.
2012 zog die Bereichsbibliothek Umweltforschung und Biologie mit in die Räumlichkeiten der Bereichsbibliothek Chemie ein. Anfang des Jahres 2014 wurden die Bestände der Bereichsbibliothek Bio- und Chemieingenieurwesen und Elektrotechnik auf die Bereichsbibliotheken Physik und Chemie aufgeteilt. 2015 wurden die beiden naturwissenschaftlichen Bibliotheken sowie die Bereichsbibliothek Mathematik und Statistik mit ihren kompletten Beständen in die Zentralbibliothek integriert. Seit Mitte Juni 2015 ist die ehemalige Bereichsbibliothek Sozialforschungsstelle für Externe nicht mehr zugänglich. So bestand die Universitätsbibliothek Dortmund zu dem Zeitpunkt aus einer Zentralbibliothek und drei Bereichsbibliotheken: Emil-Figge-Bibliothek, Bereichsbibliothek Architektur und Bauingenieurwesen und Bereichsbibliothek Raumplanung.

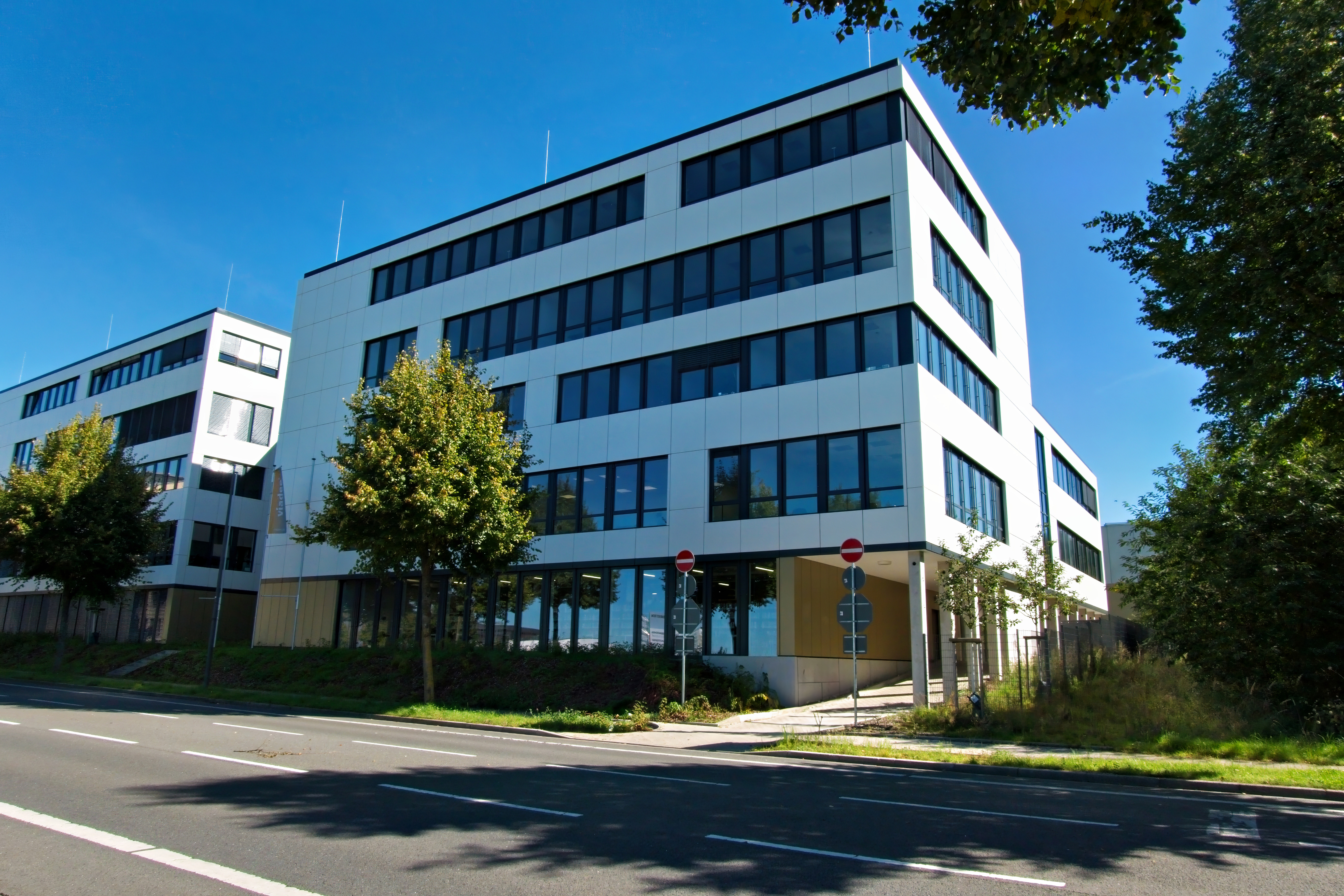
Sebrathweg 7, Bibliothek
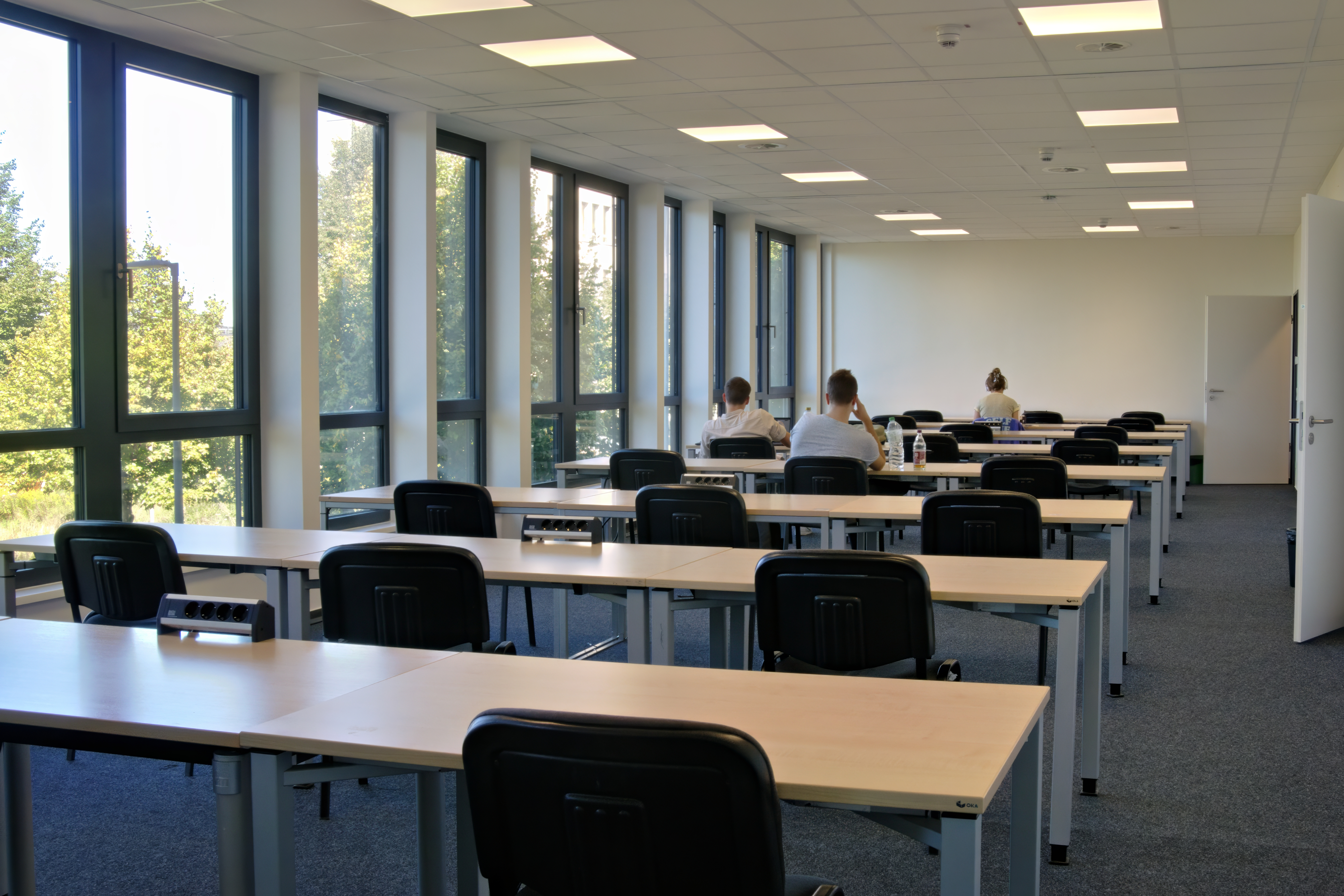
Einzelarbeitsplätze Sebrath-Bibliothek
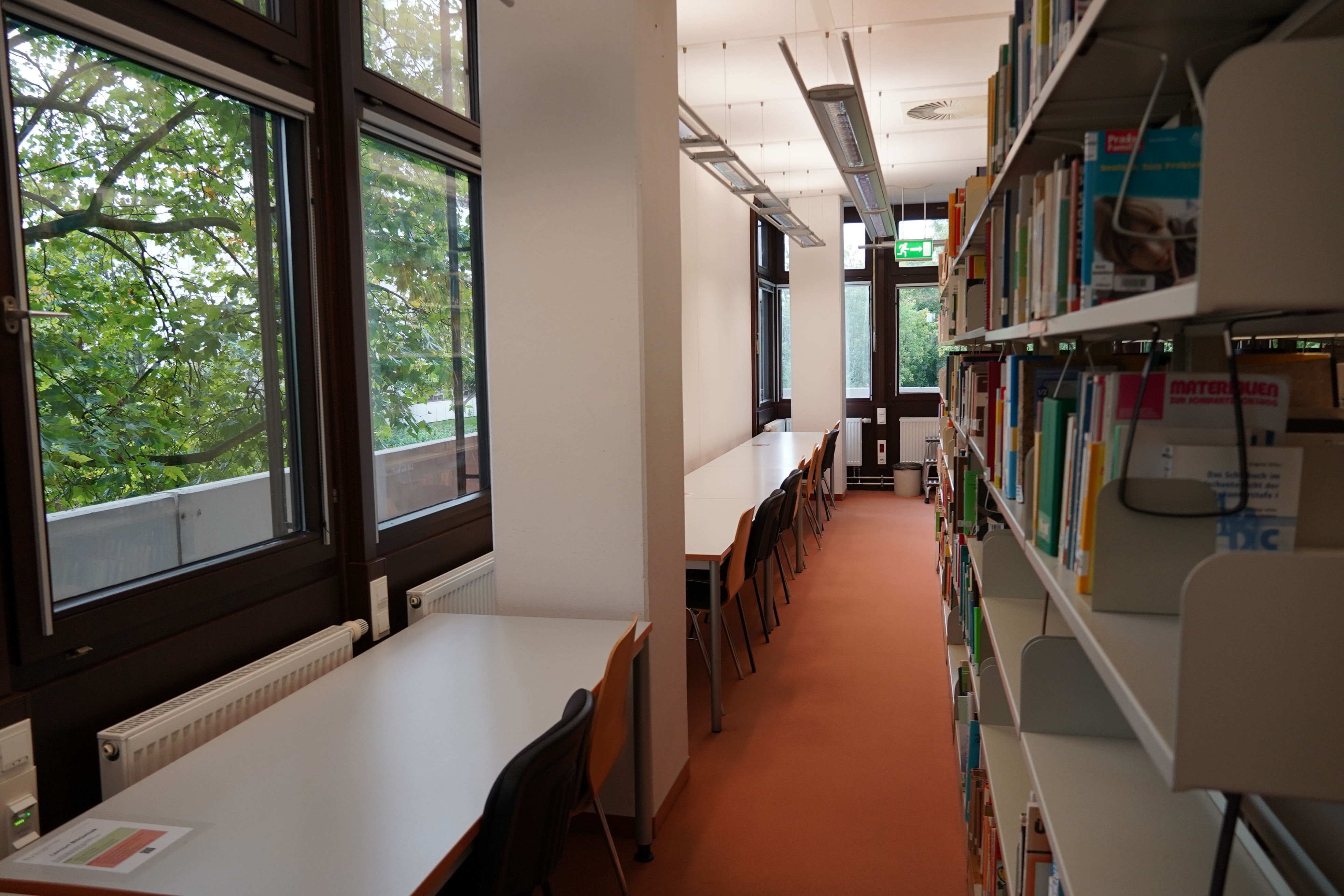
Emil-Figge-Bibliothek innen

Im August 2023 sind das Bibliothekspersonal und ein Teil der gedruckten Bestände in die Übergangsbibliothek am Sebrathweg 7 und 9 gezogen. Ein anderer Teil des Bestands wurde zu den bereits vorhandenen Büchern in die Emil-Figge-Bibliothek gebracht, der Großteil in ein Speichermagazin. In der Emil-Figge-Bibliothek als Zentrale auf dem Campus können alle bestellten Medien abgeholt werden.
Die alte Zentralbibliothek am Vogelpothsweg wird seit 2024 Stück für Stück abgetragen, damit am gleichen Standort ein neues Gebäude für die Bibliothek entstehen kann. Der Abriss soll 2025 abgeschlossen sein. Geplant ist die Fertigstellung des Neubaus bis 2029. Sollte der Zeitplan eingehalten werden, mussten die rd. 30.0000 Studenten der TU Dortmund ca. 6 Jahre mit einem Provisorium leben.
Seit 2010 ist Joachim Kreische Leitender Direktor der Universitätsbibliothek. Seine Vorgänger waren
- 1965–1970 Hartwig Lohse (1926–1995)
- 1970–1995 Valentin Wehefritz (1933-)
- 1995 Martin Büren (kommissarischer Leiter)
- 1995–2009 Marlene Nagelsmeier-Linke
- 2009–2010 Norbert Gövert (kommissarischer Leiter)
- seit 2010 Joachim Kreische